# بيتر كاروانا
بيتر كاروانا (بالإنجليزية: Peter Caruana)‏ (15 أكتوبر 1956) سياسي سابق في جبل طارق، خدم كرئيس وزراء جبل طارق من عام 1996 إلى 2011، وزعيماً للحزب الديمقراطي الاشتراكي لجبل طارق من عام 1991 إلى 2013.

## روابط خارجية
- بيتر كاروانا على موقع مونزينجر (الألمانية)